# Agustín J. Castrejón
Cor. Agustín J. Castrejón fue un militar y piloto aviador mexicano que participó en la Revolución mexicana. Nació en el Estado de Guerrero, donde hizo sus primeros estudios. Se unió al movimiento constitucionalista y ostentó el grado de Coronel. Perteneció a la Fuerza Aérea Mexicana. 